# نابغه هفت‌ماهه
نابغه هفت‌ماهه فیلمی به کارگردانی  و نویسندگی سیامک یاسمی محصول سال ۱۳۴۲ است.

## بازیگران
- تهمینه
- محمدعلی جعفری
- تقی ظهوری
- فرانک میرقهاری
- رستم خانی
- همایون
- نیکتاج صبری